# Ocotlán de Morelos
Ocotlán de Morelos è un comune del Messico, situato nello stato di Oaxaca.